# Göztepe SK

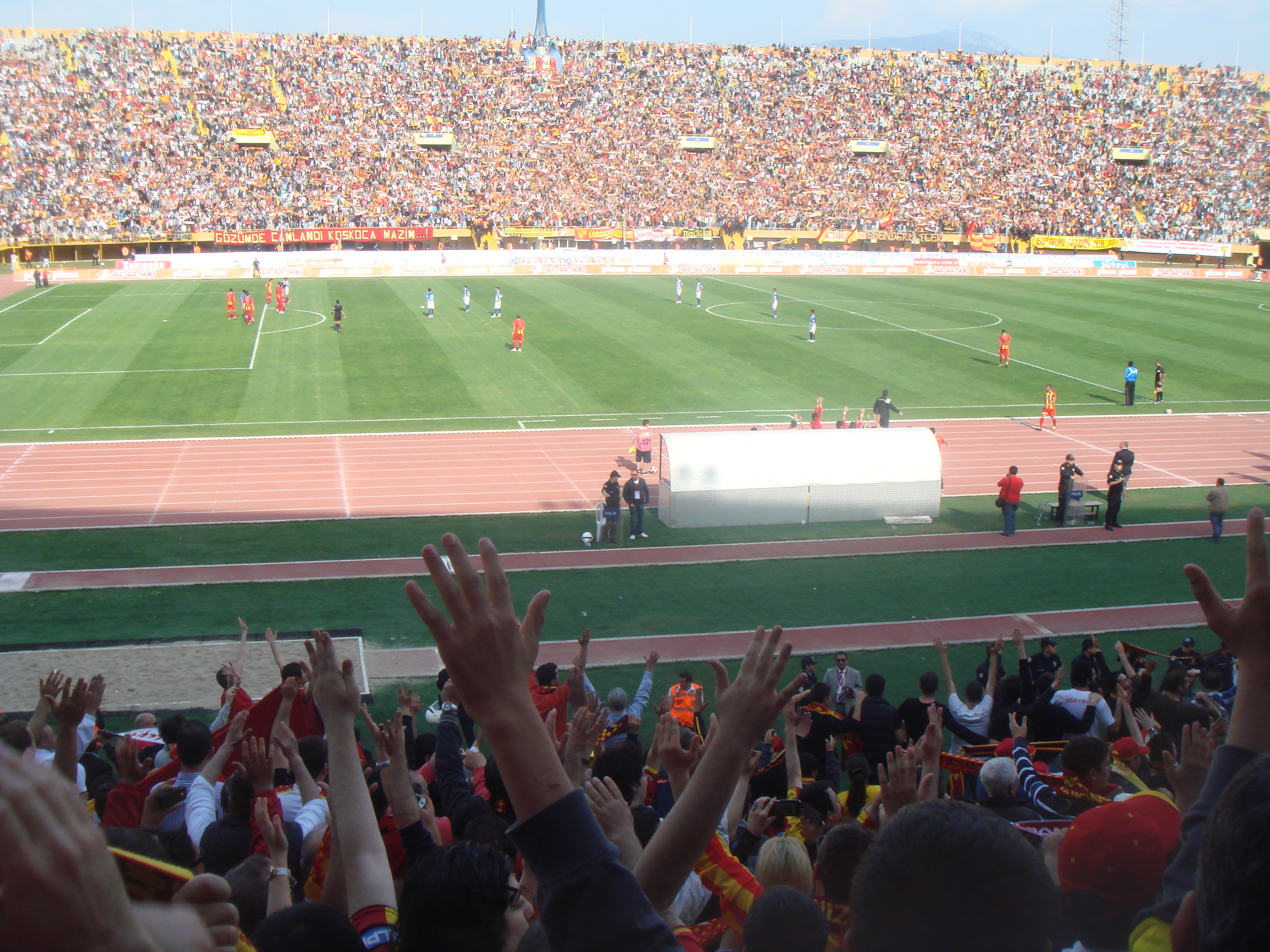
Göztepe SK in actie

Göztepe SK is een Turkse voetbalclub uit İzmir. Ze spelen hun wedstrijden in het Gürsel Akselstadion. Het team komt uit in de Süper Lig. Naast voetbal houdt de club zich ook bezig met handbal.

## Geschiedenis

### Oprichting & succesjaren
Göztepe SK is opgericht in 1925 als afsplitsing van Altay SK. De club is genoemd naar de gelijknamige stadswijk, ten zuidwesten van het oude stadscentrum, aan de kust gelegen. In 1937 moest de club fuseren met Izmirspor en Egespor, en moest de club ook een paar jaar uitkomen onder de naam Doğanspor. In 1940 werd de naam terug veranderd naar Göztepe. Göztepe behaalde vijf keer het kampioenschap in de competitie van Izmir, namelijk in; 1942, 1943, 1944, 1950 en 1953.
De club wist in 1969 en 1970 de Turkse beker te winnen. Ook won de club de Turkse supercup in 1970. De succesvolste professionele jaren van de club waren medio jaren '60 en begin jaren '70. De club was ook actief in Europa. In het seizoen 1968-1969 bereikte Göztepe, als eerste Turkse ploeg, zelfs de halve finales van de Jaarbeursstedenbeker, maar verloor het uiteindelijk tegen de Hongaarse ploeg Újpest Dósza. Een jaar later was AS Roma te sterk in de kwartfinales van de Europacup II.

İzmir ligt in de Egeïsche Zeeregio.

### 2003-2008
Na degradatie uit de hoogste klasse in 2003 ging het bergafwaarts met de club. Na achtereenvolgende degradaties was uitkomen in de Turkse Amateur Divisie onvermijdelijk. Door opeenvolgende tegenslagen kwam de club in financiële nood en werd ze onder curatele gesteld. Via een veiling werd de club te koop aangeboden. De nieuwe eigenaar kocht de club in augustus 2007. De Turkse voetbalbond gaf in juni 2008 zijn akkoord aan Göztepe om met de overgenomen licentie van Aliağa Belediyespor in te stromen in de TFF 3. Lig. Na een succesvolle heropleving onder het Altınbaş bestuur, nam Mehmet Sepil de aandelen over in juni 2014.

### 2016-heden
De club eindigde het 2016-2017 seizoen op een vijfde plaats, wat recht gaf op play-offs voor promotie. In de halve finale wist Göztepe tegenstander Boluspor twee keer met 2-0 te verslaan. In de finale in Antalya was Eskişehirspor dicht bij de eindzege, totdat Macedoniër Adis Jahovic in de 90+5 de minuut anders besloot. De verlengingen bracht geen winnaar, waarna de ploeg uit Izmir na strafschoppen met 3-2 aan het langste eind trok. Na 14 jaar zal het team weer op het hoogste niveau acteren.
In januari 2020 verhuisde de club naar hun nieuwe onderkomen, het Gürsel Akselstadion.

### Rivaliteit
De club heeft een grote rivaliteit met stadsgenoot Karşıyaka SK. In het seizoen 1980/81 speelde Göztepe in de tweede divisie en vestigde daar samen met Karşıyaka SK het wereldrecord aantal toeschouwers voor een wedstrijd uit de tweede divisie, namelijk 80.000.

### Gespeelde Divisies
- Süper Lig: 1958-1977, 1978-1980, 1981-1982, 1999-2000, 2001-2003, 2017-2022, 2024-
- 1. Lig: 1977-1978, 1980-1981, 1982-1999, 2000-2001, 2003-2004, 2011-2013, 2015-2017, 2022-2024
- TFF 2. Lig: 2004-2005, 2009-2011, 2013-2015
- TFF 3. Lig: 2005-2007, 2008-2009
- Turkse Amateur Divisie: 2007-2008

## Erelijst
- Beker van Turkije
  - Winnaar: 1969, 1970
- Turkse Super Cup / Presidents Beker
  - Winnaar: 1970
- Kampioen van Izmir
  - 1941-42, 1942-43, 1943-44, 1949-50, 1952-53

## Göztepe in Europa
Uitslagen vanuit gezichtspunt Göztepe SK
| Seizoen | Competitie           | Ronde | Land                                         | Club                | Totaalscore | 1e W    | 2e W       | PUC |
| ------- | -------------------- | ----- | -------------------------------------------- | ------------------- | ----------- | ------- | ---------- | --- |
| 1964/65 | Jaarbeursstedenbeker | 1R    | Vlag van Roemenië (1952-1965)                | Petrolul Ploiești   | 1-3         | 0-1 (T) | 1-2 (U)    | 0.0 |
| 1965/66 | Jaarbeursstedenbeker | 2R    | Vlag van Duitsland                           | TSV 1860 München    | 3-10        | 2-1 (T) | 1-9 (U)    | 2.0 |
| 1966/67 | Jaarbeursstedenbeker | 1R    | Vlag van Italië                              | Bologna FC          | 2-5         | 1-2 (T) | 1-3 (U)    | 0.0 |
| 1967/68 | Jaarbeursstedenbeker | 1R    | Vlag van België                              | Antwerp FC          | 2-1         | 2-1 (U) | 0-0 (T)    | 5.0 |
|         |                      | 2R    | Vlag van Spanje (11 okt. 1945- 20 jan. 1977) | Atlético Madrid     | 3-2         | 0-2 (U) | 3-0 (T)    | 5.0 |
|         |                      | 1/8   | Vlag van Joegoslavië                         | Vojvodina Novi Sad  | 0-2         | 0-1 (U) | 0-1 (T)    | 5.0 |
| 1968/69 | Jaarbeursstedenbeker | 1R    | Vlag van Frankrijk                           | Olympique Marseille | 2-2 (k)     | 2-0 (T) | 0-2 nv (U) | 7.0 |
|         |                      | 2R    | Vlag van Roemenië (1965-1989)                | FC Argeş Piteşti    | 5-3         | 3-0 (T) | 2-3 (U)    | 7.0 |
|         |                      | 1/8   | Vlag van Joegoslavië                         | OFK Belgrado        | 3-3 u       | 1-3 (U) | 2-0 (T)    | 7.0 |
|         |                      | 1/4   | Vlag van Duitsland                           | Hamburger SV        | walk-over   |         |            | 7.0 |
|         |                      | 1/2   | Vlag van Hongarije                           | Újpest Dósza        | 1-8         | 1-4 (T) | 0-4 (U)    | 7.0 |
| 1969/70 | Europacup II         | 1R    | Vlag van Luxemburg                           | Union Luxemburg     | 6-2         | 3-0 (T) | 3-2 (U)    | 8.0 |
|         |                      | 1/8   | Vlag van Wales                               | Cardiff City        | 3-1         | 3-0 (T) | 0-1 (U)    | 8.0 |
|         |                      | 1/4   | Vlag van Italië                              | AS Roma             | 0-2         | 0-2 (U) | 0-0 (T)    | 8.0 |
| 1970/71 | Europacup II         | 1R    | Vlag van Luxemburg                           | Union Luxemburg     | 5-1         | 5-0 (T) | 0-1 (U)    | 2.0 |
|         |                      | 1/8   | Vlag van Polen                               | Górnik Zabrze       | 0-4         | 0-1 (T) | 0-3 (U)    | 2.0 |

Totaal aantal punten voor UEFA coëfficiënten: 24.0

## Bekende (ex-)spelers
- Murat Akın
- Furkan Alakmak
- Gürsel Aksel, speler met de meeste wedstrijden voor de club
- Miroslav Barčík
- Bayram Çetin
- Servet Çetin
- Leroy George
- Alper Göbel
- Gürhan Gürsoy
- Richard Kingson
- Ersen Martin
- Bülent Uygun
- Björn Vleminckx

## Verbonden aan Göztepe

### Voorzitters
- Rahmi Filibeli (1925)
- Fehmi Simsaroğlu (1925-50)
- Şevket Filibeli (1950-62)
- Şerif Tikveşli (1962-63)
- Sebahattin Süvari (1962-63)
- Saffet Kuyaş (1963-65)
- Macit Birsel (1965-67)
- Süleyman Filibeli (1967-68)
- Sebahattin Süvari (1968-70)
- Nuri Öz (1970-73)
- Rüştü Ünsal (1973)
- İsmail Tiryakiler (1973)
- Mekin Kutucular (1973)
- Nuri Öz (1974)
- Mekin Kutucular (1975)
- Özdemir Arnas (1976)
- Orhan Daut (1976-78)
- Selamet Batur (1979)
- Tacettin Hiçyılmaz (1980)
- Özdemir Arnas (1981)
- Muzaffer Atılgan (1982-83)
- Şerif Tikveşli (1984)
- Özdemir Arnas (1985)
- Çoşkun Gencerler (1986-87)
- Halit Horozoğlu (1987)
- Ömer Köymen (1988)
- İbrahim Şavkar (1988)
- Cemal Gözümoğulları (1989)
- Özdemir Arnas (1989-92)
- Kenan Bilgiç (1993)
- Taşdan Erdan (1994)
- Atilla Türkkal (1993-94)
- Mustafa Cücen (1995)
- Bülen Özkul (1996)
- Levent Ürkmez (1997)
- Kamil Uçar (1997)
- Aydın Bilgin (1998-00)
- Hamdi Türkmen (2000-02)
- Feyyaz Gülmen (2002-03)
- İskender Tuğsuz (2003-05)
- Uğur Bostancıoğlu (2005-06)
- Levent Ürkmez (2006-07)
- Gündüz Balkan (2007-08)
- İsmail Hakkı Gül (2008)
- İmam Altınbaş (2008-2014)
- Mehmet Sepil (2014-)